# Tiroteios em Hanau de 2020
Os tiroteios em Hanau de 2020 foram uma série de tiroteios em massa, que ocorreram em dois bares shisha em Hanau (Hesse), Alemanha, em 19 de fevereiro de 2020. Pelo menos dez mortes foram relatadas. O atirador foi identificado como Tobias Rathjen, de 43 anos, que foi encontrado morto logo após o atentado, junto com sua mãe. Segundo a polícia alemã, a motivação de Rathjen era baseada em xenofobia e racismo, com o caso sendo considerado como terrorismo de extrema-direita.

## Descrição
Os tiroteios ocorreram em dois bares shisha, um na praça central de Hanau e outro no Arena Bar & Café no bairro ocidental de Kesselstadt. Três pessoas foram mortas no primeiro tiroteio e cinco foram mortas no segundo. Os primeiros relatórios listavam pelo menos oito mortos e vários outros feridos, sendo depois elevado para dez o número de vítimas mortais.
Na noite de 19 de fevereiro de 2020, às dez horas, ocorreram tiroteios em dois locais diferentes. Em Heumark, pelo menos cinco pessoas ficaram gravemente feridas. Um veículo escuro foi visto se afastando. A segunda cena do crime foi em Kurt-Schumacher-Platz. A polícia iniciou uma investigação em larga escala junto com o CID (o departamento de investigação criminal). O atirador, segundo as autoridades, seria um terrorista de extrema-direita. Foi relatado que as duas cenas de crime ocorreram em dois bares shisha.
No amanhecer de 20 de fevereiro, a polícia confirmou a morte de dez pessoas. Cinco eram curdos (com nacionalidade turca), um era bósnio, outro era búlgaro e um outro era cidadão polonês. O atirador, Tobias Rathjen, foi encontrado morto logo em seguida, de suicídio. Ele também teria assassinado a própria mãe antes de se matar.

## Investigação
A polícia identificou o atirador como sendo Tobias Rathjen, de 43 anos. Segundo as autoridades, ele expressava opiniões xenofóbicas e de extrema-direita e suas visões radicais teriam sido um dos motivos dos ataques, mirando não alemães. Em vídeos e em um manifesto político publicados online, Rathjen manifestava seu ódio por imigrantes e defendeu o extermínio das pessoas do Norte da África, Ásia Central e Oriente Médio.